# R-14 (misil)
R-14 fue un tipo de misil balístico de alcance intermedio soviético, comenzado en 1949, bajo la exigencia de diseñar un misil capaz de transportar una ojiva nuclear de 3000 kg a una distancia de 3000 km (al alcance de cualquier país de Europa occidental). También denominado G-4, tomaba como base el V-2 alemán.
El diseño, realizado por un grupo de ingenieros alemanes llevados a la Unión Soviética tras la Segunda Guerra Mundial, estuvo listo el 7 de diciembre de 1949, cuando fue evaluado junto con un proyecto competidor, el R-3 de Sergéi Koroliov. El R-14 fue encontrado superior, aunque fue el equipo de Koroliov el que finalmente salió vencedor. Paradójicamente, fueron los conceptos usados en el diseño del R-14 los que llevaron a Koroliov a construir su misil balístico intercontinental R-7 (esencialmente, una agrupación de R-14), base de la astronáutica soviética y rusa, y al diseño del gigantesco N1.
El trabajo sobre el R-14 continuó hasta 1952.
La configuración elegida para el misil era la un misil de cuerpo cilíndrico de una sola etapa. El tanque de oxígeno líquido, a diferencia del V-2, iba sobre el tanque de combustible, eliminando problemas de enfriamiento. La ojiva consistía en un cilindro de 1,40 m de diámetro, en el interior de un vehículo de reentrada cónico.
Habría usado una nueva cámara de combustión cilíndrica trabajando a alta presión, alimentada por una cámara de mezcla esférica. Se construyó un motor a escala para pruebas, con un empuje de 7 toneladas y una presión en la cámara de combustión de 60 atmósferas, al que se denominó ED-140. Fue encendido unas 100 veces entre verano de 1949 y abril de 1950. 19 de estas cámaras habrían alimentado el motor RD-110 ideado para propulsar el R-3 de Koroliov.
El primer lanzamiento de prueba se realizó el 6 de junio de 1960, en el cosmódromo de Kapustin Yar. El área de impacto estaba cerca de la ciudad de Bratsk. El primer lanzamiento con una ojiva nuclear ocurrió en septiembre de 1962. Conocida como Operación Tyulpan, el cohete fue lanzado cerca de Chitá, y fue detonado en la Isla norte de Nueva Zembla.
Antes de que estallara la crisis de los misiles de Cuba en 1962, la Unión Soviética había planeado desplegar dos regimientos con 32 misiles balísticos intercontinentales R-14 y 16 lanzadores en Cuba. Cuando Estados Unidos declaró la cuarentena en la isla, habían llegado 24 ojivas de un megatón, pero todavía no se habían enviado misiles ni lanzadores. Las ojivas fueron retiradas y el despliegue de los misiles R-14 en Cuba se canceló una vez resuelta la crisis.

## Especificaciones
- Empuje en despegue: 990 kN.
- Masa total: 66.600 kg.
- Diámetro del cuerpo principal: 3,73 m.
- Longitud total: 28,00 m.
- Masa de la ojiva: 3400 kg.
- Alcance máximo: 3000 km.